# العصب التناسلي الفخذي
العصب التناسلي الفخذي هو فرع مختلط من الضفيرة القطنية مشتق من الفروع الأمامية L1-L2. يقسم إلى الفرع التناسلي والفرع الفخذي. يوفر التعصيب الحسي للجزء العلوي من الفخذ الأمامي، وكذلك جلد كيس الصفن الأمامي عند الذكور وجبل العانة عند الإناث. كما أنه يوفر التعصيب الحركي للعضلة المشمرة (عبر فرعها التناسلي).

## تشريح

### النشوء
العصب التناسلي الفخذي هو فرع من الضفيرة القطنية. وهو مشتق من الفروع الأمامية للأعصاب القطنية (الشوكية) L1-L2. فهو يندمج ضمن مواد العضلة القطنية الكبرى.

### المسار
يمر إلى الأسفل، ويخترق العضلة القطنية الكبرى ويخرج من سطحها الأمامي. ينقسم العصب إلى فرعين، الفرع التناسلي والعصب القطني الإربي المعروف أيضًا باسم الفرع الفخذي، ويستمر كلاهما بعد ذلك إلى الأسفل وإلى القناة الإربية والفخذية على التوالي.

### الفروع

#### الفرع التناسلي
يستمر الفرع التناسلي نحو الأسفل على سطح العضلة القطنية الكبرى، ثم يدخل القناة الإربية عبر الحلقة الإربية العميقة.
عند الرجال، يزود الفرع التناسلي الجلد المشمرة وجلد الصفن. في النساء، يرافق الفرع التناسلي الرباط المستدير للرحم، وينتهي ويعصب جلد جبل العانة والشفرين الكبيرين.

#### فرع الفخذ
يمر فرع الفخذ تحت الرباط الإربي، وينتقل عبر الحجرة العضلية الجانبية لغمد الفخذ حيث يعصب جلد الجزء العلوي من الساق. يمر عبر اللفافة المصفوية للفتحة الصافنة للفافة العريضة للفخذ، ثم يزود جلد الجانب العلوي والأمامي والأنسي من الفخذ.

### الاختلافات
عادةً ما يخترق العصب التناسلي الفخذي ويمر عبر العضلة القطنية الرئيسية قبل أن يتشعب إلى فرع تناسلي وفرع فخذي في منتصف الطريق على طول سطحه الأمامي. في حوالي 25% من الحالات، ينقسم العصب التناسلي الفخذي إلى هذه الفروع قبل أن يدخل إلى العضلة القطنية الكبرى أو داخل عضلة البطن في العضلة القطنية الكبرى (مع وجود ألياف من العضلة القطنية الكبرى تفصل بين الفروع التناسلية والفخذية). عادةً ما يؤدي هذا الاختلاف إلى حدوث الانقسام مبكرًا في العصب التناسلي الفخذي، في الجزء العلوي وليس الأوسط من السطح الأمامي للعضلة القطنية الكبرى.

### علم الأجنة
يتكون العصب التناسلي الفخذي في الجزء الأوسط من العضلة القطنية عن طريق اتحاد الفروع من الفروع الأمامية لجذور العصب L1 و L2

## الوظيفة
العصب التناسلي الفخذي هو المسؤول عن كل من الأجزاء الحسية (الفرع الفخذي) والأجزاء الحركية (الفرع التناسلي) للمنعكس المشمري، والذي يصف تقلص العضلة المشمرية عند لمس جلد الجزء الأوسط العلوي من الفخذ.